# Jane Addams
Jane Laura Addams (Cedarville, 6. rujna, 1860. – Chicago, 21. svibnja 1935.), američka feministica,
socijalna radnica. Dobitnica je Nobelove nagrade za mir 1931. godine.